# Мартакертский район
Мартаке́ртский райо́н (арм. Մարտակերտի շրջան) — административная единица в составе непризнанной Нагорно-Карабахской Республики. Административный центр — Мартакерт (Агдере).

## География
Мартакертский район находился в разделенных горными хребтами долинах трёх рек: долина Тартара занимала всю северную часть района, долина реки Хачен занимала юго-западную часть, а долина Кусапата — юго-восточную.
На юге граничил с Аскеранским районом, на юго-западе — с Кашатагским, на западе и севере — с Шаумяновским.

## Население
Национальный состав населения Мартакертского района по переписи 2005 года:
| Народ   | Численность, чел. | Доля от всего населения, % |
| ------- | ----------------- | -------------------------- |
| армяне  | 18 921            | 99,78 %                    |
| русские | 23                | 0,12 %                     |
| другие  | 19                | 0,10 %                     |
| всего   | 18 963            | 100,00 %                   |

## Памятники истории и архитектуры

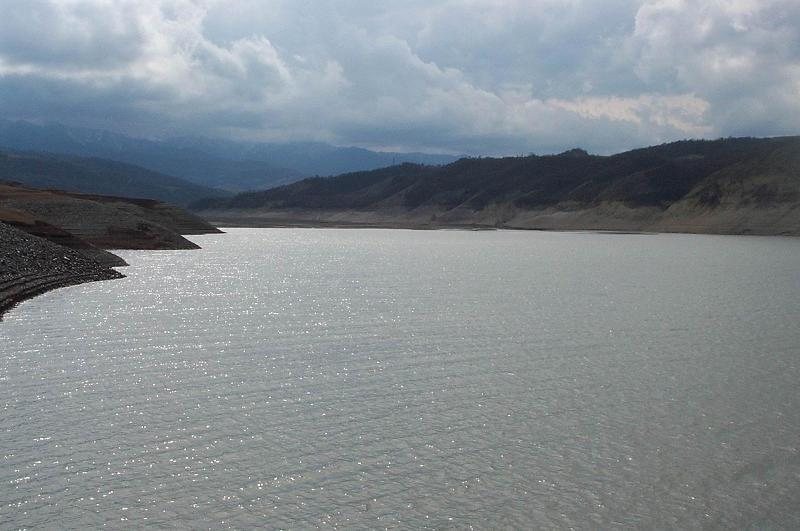
Саргсанское водохранилище

Ниже приведен неполный список памятников истории Мартакертского района:
- Монастырь Гандзасар (XIII век)
- Хаченские хачкары X—XIII веков с бытовыми рельефами (пустынь Кошик, поселения Паравадзор и Дарбаснер близ Ванка[1] (Вянгли)[2]). В позднем Средневековье подобные хачкары стали встречаться и в других местах, например, в Гадруте и Тохе[1] (Туг)[2].
- Дворец Гасана-Джалал Дола (XIII век) на горе Тарханасар напротив Гандзасарского монастыря.
- Княжеский дворец Хачена к северу от Хохнаберда.
- Монастырь Аваптук (1163 год), 5 км к югу от Гандзасара
- Руины хаченского поселка Вачар недалеко от села Цмакаох[1] (Базаркенд[2]), церкви Сурб Степанос и Манка в селе.
- Руины хаченского селения Колатак[1] (Кёлатаг)[2] и окрестных селищ.
- Памятники окрестностей Колатака: скала Арснакар (скала-невеста), руины крепости Спитак-Пат (XIII век), скала Вынныэтер с хачкарами XIII века, кладбище, остатки крепости Хлен Кар, камень Цаккар.
- Крепость Качагакаберд на горе Геворгасар близ села Улупап.
- Монастырь Акобаванк (853 год или ранее[6]).
- Пустынь Кошик в 8 км от Кёлатага.
- Памятники Арарджадзора: церковь Харва (XIII век или ранее[6]), церковь Сурб Аствацацин (1668 год).
- Монастырь Анапат в 3 км от села Кичан[1] (Баллыгая[2]) (XII век или ранее[6]).
- Памятники села Члдран: остатки древнего поселения, церковь Аменапркич (1669 год), церковь Наатак, церковь Кармир, селище Хндзахут, грот Сарнатун, древние кладбища.
- Селище Казанчи: церкви Сурб Геворг (XIII век), Кармир и Мехракер; кладбища, селища, руины IX—XIV веков.
- Памятники Гюлатаха: крепость Мелик-Алавердянов, селище, древнее кладбище, церковь Котрац Ехци, церковь Овсеп, конный завод.
- Памятники Мардакерта: Мартакертская церковь, селище с остатками языческого кладбища, мост начала XX века.
- Церковь в селе Неркин Оратах.
- Памятники Кусапата: церковь Сурб Аствацацин (1269 год), место паломничества Нахатак, кладбище.
- Церковь в селе Мохратаг[1] (Кичик-Гарабей[2])(1883 год).
- Монастырский комплекс Инн Мас (Хин Мохратаг — Старый Мохратаг): руины старинных культовых сооружений, церковь 1881 года, дворец-крепость Мелик-Исраелянов (1771 год). В окрестностях — церковь в селище Хач-хорат, место паломничества Таварахач, Хачкар Григора (IX—X века).
- Монастырь Хатраванк.
- Памятники Атерка[1] (Гасанриз[2]): крепость Акана, кладбище Мухдуси, селища Караундж, Астхаблур, Шукаванк, Мтнадзор, Хоторашен, Срашен, Сумин, Цос, Срин, Хэхэхотен, Тхкот, Ткохнут, монастыри Масис (Месис Ванк), Ицкар, Колен и другие достопримечательности.
- Памятники села Чапар: крепость Акаракаберд, базилика Сурб Минас, монастырь Кармиркариванк. К югу от села — остатки 36 поселений.
- Монастырь Чаректараванк в Чаректаре.
- Монастыри Вардана (1215 год) и Кармирванк в Вагуасе.
- Монастырь Аменапркич близ Газараоха.
- Памятники села Кочогот[1] (Яйыджы[2]): три разрушенных в XX веке церкви, ценные хачкары, селища Хорастан, Кармир Кар и Ери Оратах.
- Памятники в местности к северу от Дрмбона[1] (Хейвалы[2]): разрушенная часовня (1187 год), два старинных кладбища, церковь Анапат, селища.
- Церковь Сурб Аствацацин в селе Мехмана.
- Развалины Кахакатехи близ Мец-Шена, являвшиеся, предположительно, наблюдательным пунктом.
- Крепость Джраберд.
- Монастырм Ерицманканцванк и Анапат близ Джраберда.
- Памятники села Тонашен[1] (Тепекенд[2]): камень с надписью «Рубеж Сюника», две церкви с общим названием Чохт Ехци, селища Тагаворасер, Тутот, Хоторашен-Хохомашен, церковь Котрац Ехци (XIII век), мост Гети Гомер (1902 год), памятники-родники.
- Монастырь Егише Аракял (XIII век) у подножья горы Мрав близ Тонашена.
- Руины древних поселений на севере района: Каланкатуйк (предположительно, близ Магавуса), Тутот, Дастакерт, Шинатех, Халваташен, Алахкули.
- Церковь Сурб Егише в Матахисе[1] (Суговушан[2]), монастырь Тухкасар.
- Монастырь Глхо (Урек, Орек, Урекаванк, V век) близ села Талыш. Недалеко от села находятся также исторически значимое село Дютакан и дворец Мелик-Бегларянов.
- Памятники Ванкасара.

## Спорт
- ФК Джраберд
- ФК Гандзасар

## Люди, связанные с районом
- Даниелян, Грант Арамович ― советский и армянский врач-рентгенолог, доктор медицинских наук (1975), профессор (1977).